# Trà Cổ (phường)
Trà Cổ là phường thuộc thành phố Móng Cái, tỉnh Quảng Ninh, Việt Nam.
Phường Trà Cổ có diện tích 1390,62 ha, giáp với phường Hải Xuân và Bình Ngọc. Trà Cổ có bãi biển nước cạn dài đến 17 km nên thu hút nhiều khách du lịch đến tắm biển. Đây được đánh giá là một trong những bãi biển đẹp nhất ở miền Bắc Việt Nam, tuy nhiên cơ sở hạ tầng còn chưa phát triển. Dân số khoảng 5.200 người, chủ yếu sống bằng nghề dịch vụ, đánh cá và nuôi trồng thủy sản.

## Địa giới hành chính
Phường Trà Cổ nằm ở phía đông của thành phố Móng Cái, nằm trên bán đảo Trà Cổ.
- Phía đông giáp Vịnh Bắc Bộ.
- Phía nam giáp các phường, xã Bình Ngọc, Vĩnh Thực, thành phố Móng Cái.
- Phía tây giáp các phường, xã Hải Hòa, Hải Xuân, thành phố Móng Cái.
- Phía bắc giáp Trung Quốc.

## Lịch sử hành chính
Làng Trà Cổ khi xưa thành lập do dân từ Đồ Sơn ra khai canh, đánh cá. Ngôi đình Trà Cổ ở thôn Nam Thọ mang niên đại từ thế kỷ 16 thời Hậu Lê nên lịch sử làng có hơn 400 năm. Về sau làng mở rộng thêm các thôn Đông Thịnh, Tràng Lộ, Tràng Sa, Sa Vĩ (tục gọi là Gót), Ngọc Sơn và Bình La. Làng Trà Cổ sau lại tách ra thành hai xã Trà Cổ ở phía bắc và Bình Ngọc ở phía nam; Bình Ngọc gồm hai thôn Ngọc Sơn và Bình La. Trà Cổ là những thôn còn lại. Một con đê được đắp nối Trà Cổ vào đất liền và quãng đầm cũ ngăn cách Trà Cổ và Móng Cái cũng bị lấp dần vào thế kỷ 20.
Năm 1998, đồng thời với việc thành lập thị xã Móng Cái từ huyện Hải Ninh, phường Trà Cổ được thành lập trên cơ sở toàn bộ 13,69 km² diện tích tự nhiên và 2.631 người của xã Trà Cổ.

## Địa lý và lịch sử
Trà Cổ tuy nay là trên đất liền, nhưng trước kia từ Móng Cái ra Trà Cổ phải vượt qua một đầm lầy như một eo biển nhỏ, tục gọi là sông Trà Cổ nên địa thế khu vực gần như một hải đảo, cách Móng Cái khoảng 10 km. Địa hình Trà Cổ là một doi đất dài chạy theo hướng đông bắc-tây nam. Mặt đông nam nhìn ra Vịnh Bắc Bộ với bãi cát dài; hướng tây bắc trông vào đất liền. Góc đông bắc là nhìn sang Trung Quốc là mũi Gót. Góc tây nam ở chân núi Ngọc là mũi Ngọc hướng về đảo Vĩnh Thực.

## Thắng cảnh
- Bãi biển Trà Cổ có mũi Sa Vĩ là điểm đầu tiên trên hình chữ S của đất nước Việt Nam ở cực đông bắc bờ biển. Dọc bờ biển là rừng phi lao chạy dài hàng chục km. Ở cuối bãi Trà Cổ phía tây nam là Mũi Ngọc với biển cách ngăn Trà Cổ và đảo Vĩnh Thực.
- Đình Trà Cổ, xây dựng năm 1462
- Nhà thờ Trà Cổ
- Bãi cát Hòn Mang
- Đền Thánh Mẫu là ngôi đền cổ, xuất hiện cùng với Đình Trà Cổ. Đền thờ bà Thiên Hậu Thánh mẫu, bà có tên là Lâm Mặc Nương, người Phúc Kiến, Trung Quốc. Bà sinh ngày 23 tháng 3 năm Giáp Thân (1044), đời vua Tống Nhân Tông. Bà được xem như vị thần bảo trợ của ngư phủ và người đi biển.

Trong đền có một cây chay cổ thụ có tuổi chừng khoảng 700 năm, cạnh đền có một cái giếng tiên có nước ngọt và rất mát.

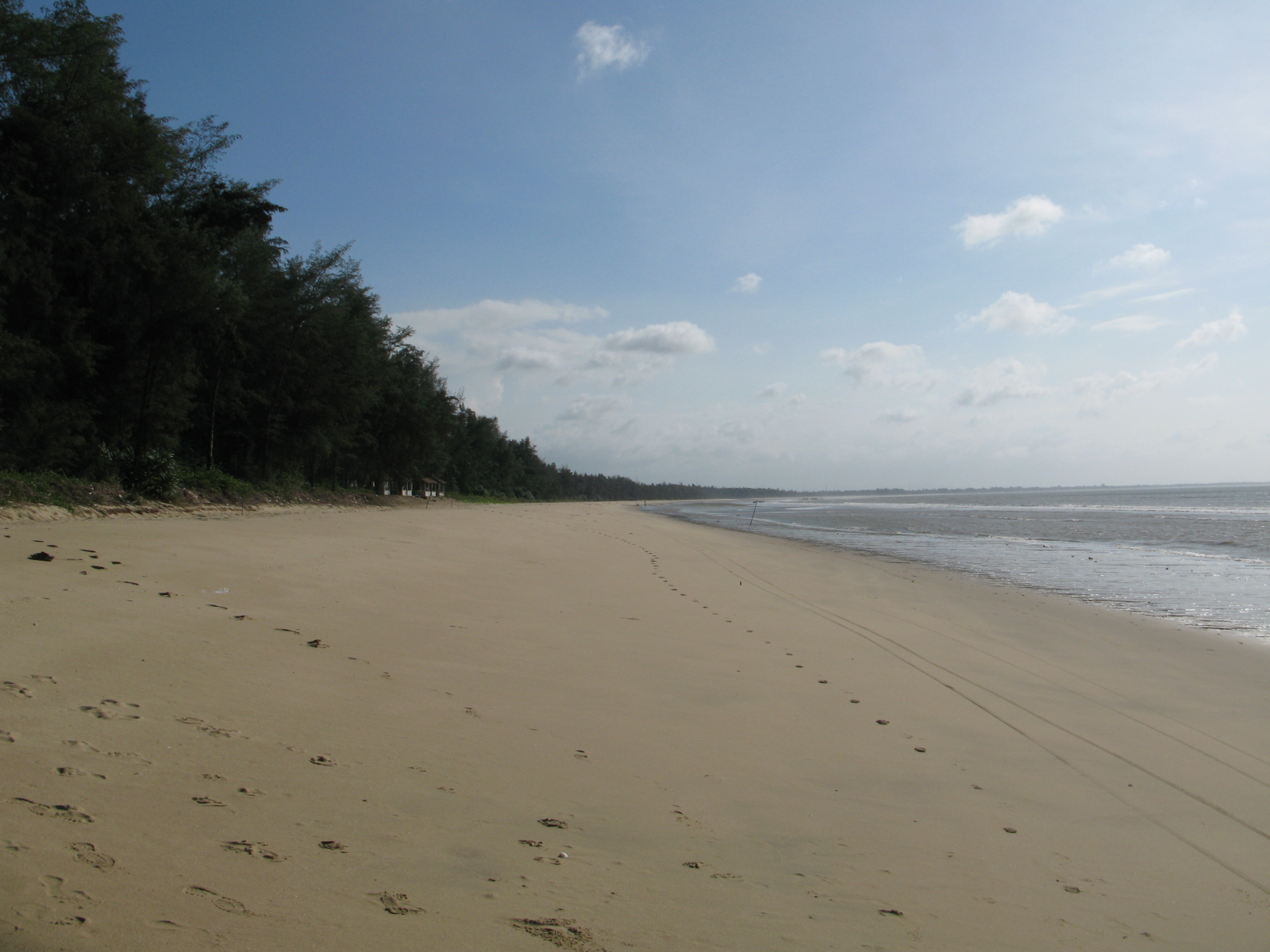
Bãi biển Trà Cổ dài 17 km
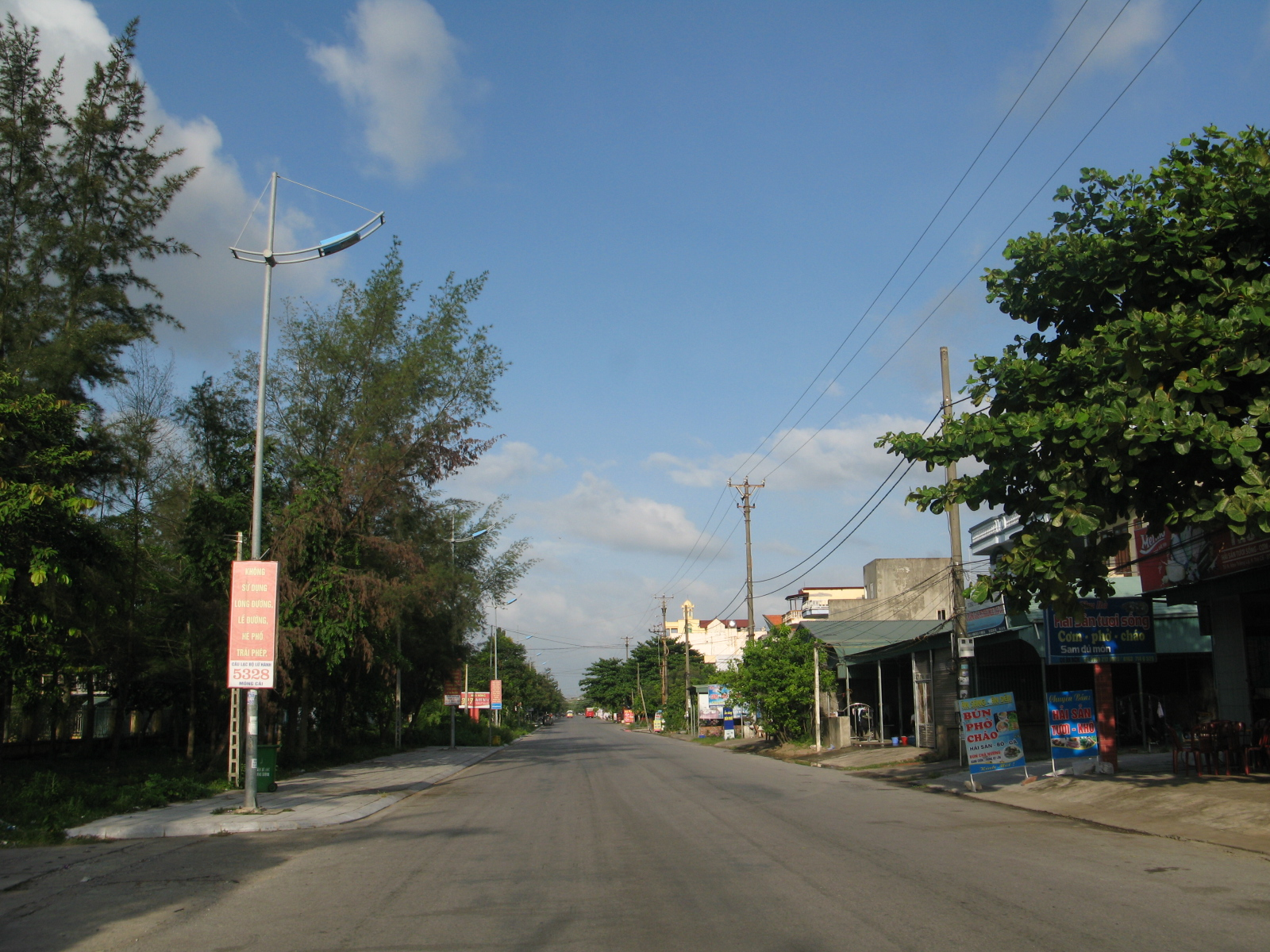
Đường phố chính ở Trà Cổ
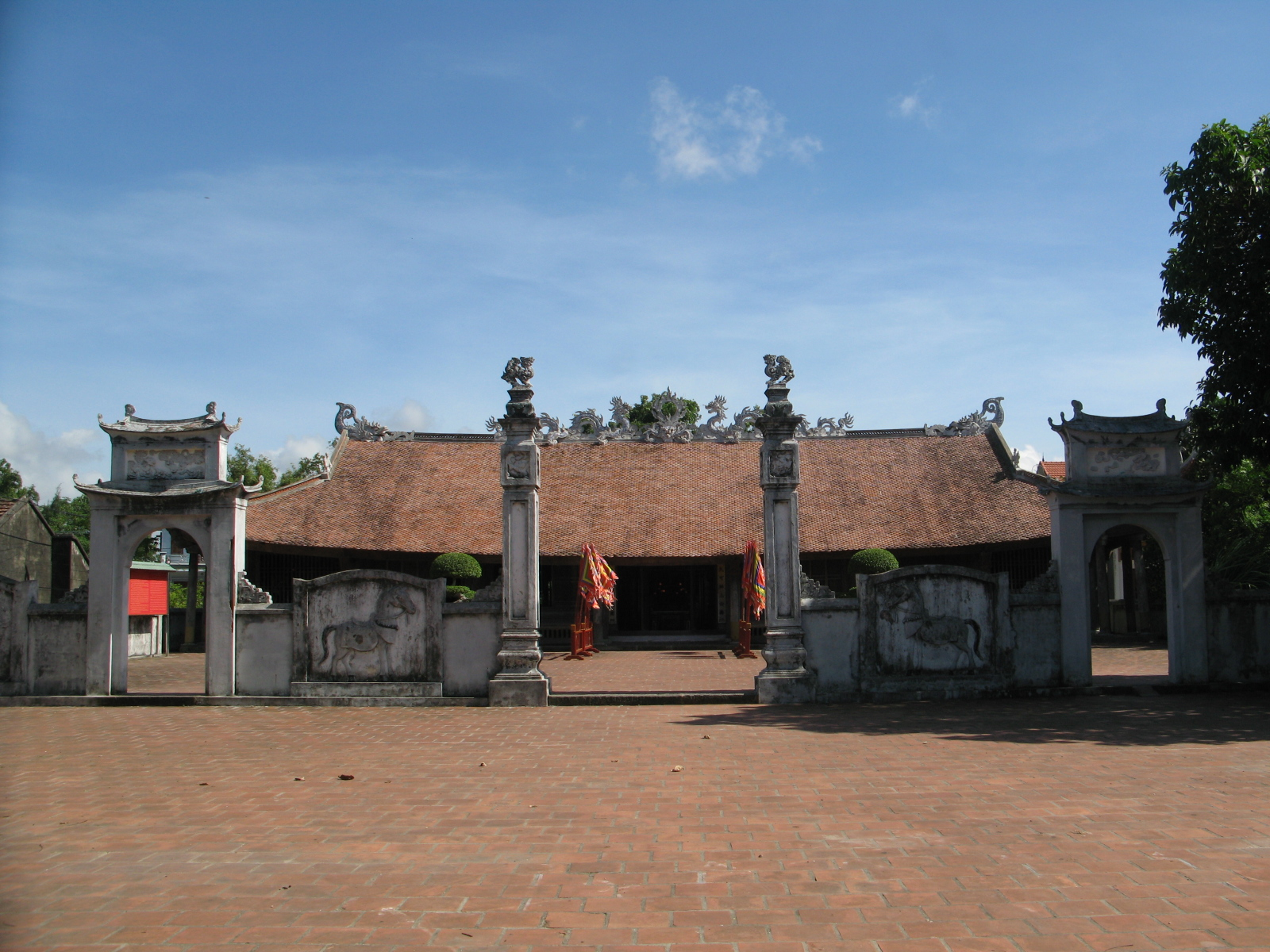
Đình Trà Cổ
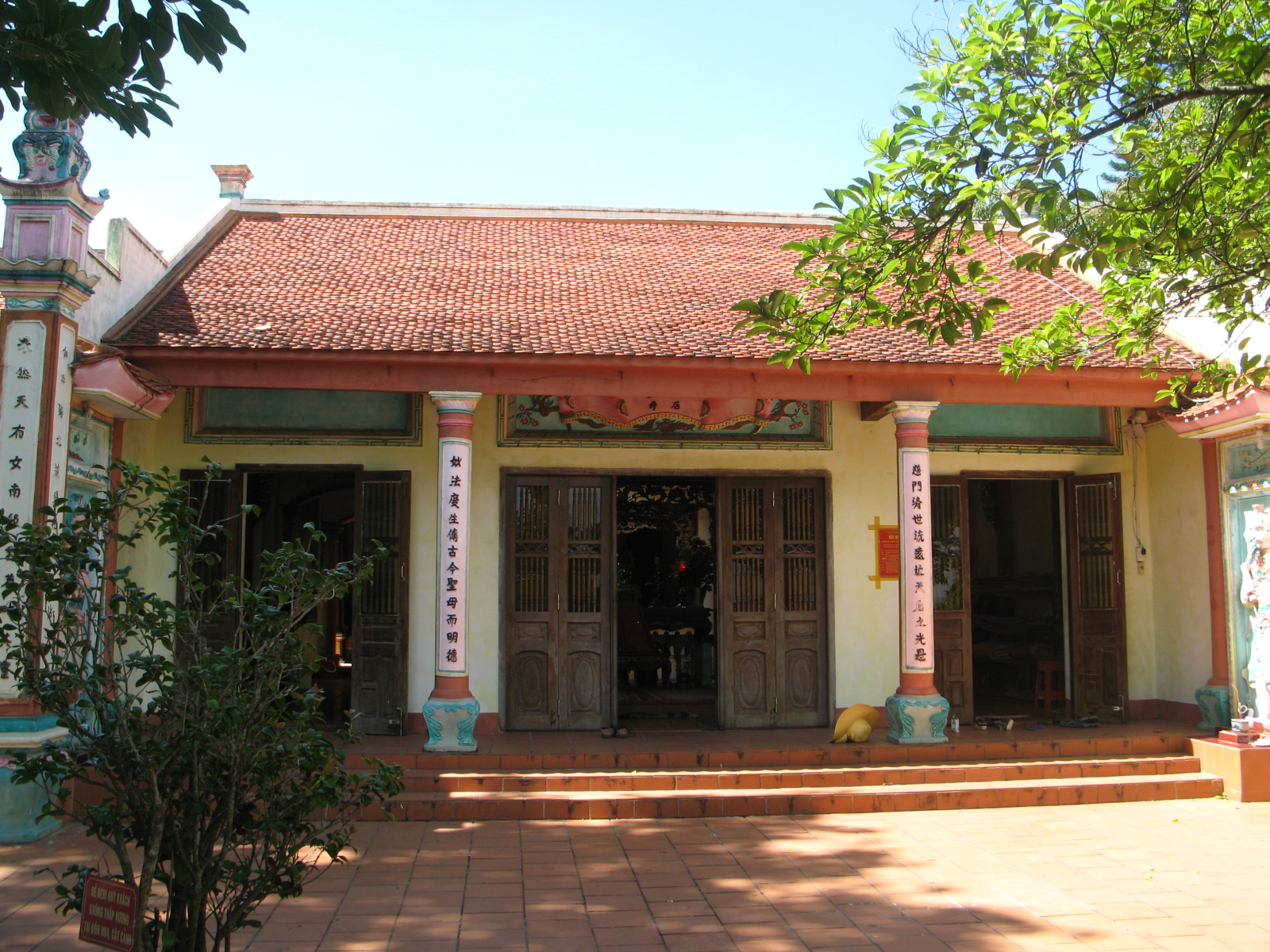
Đền Thánh Mẫu
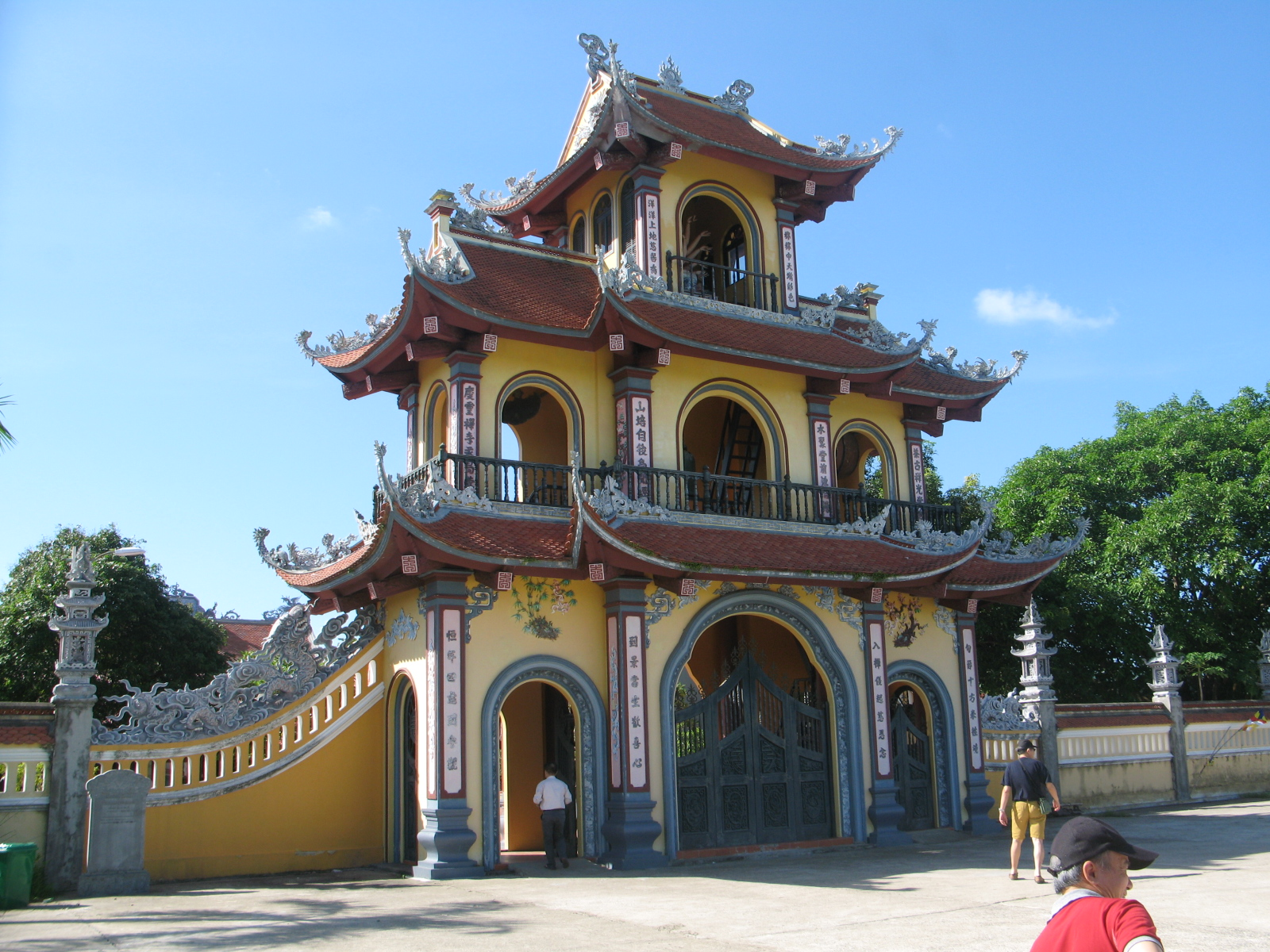
Cổng Chùa Vạn Linh Khánh
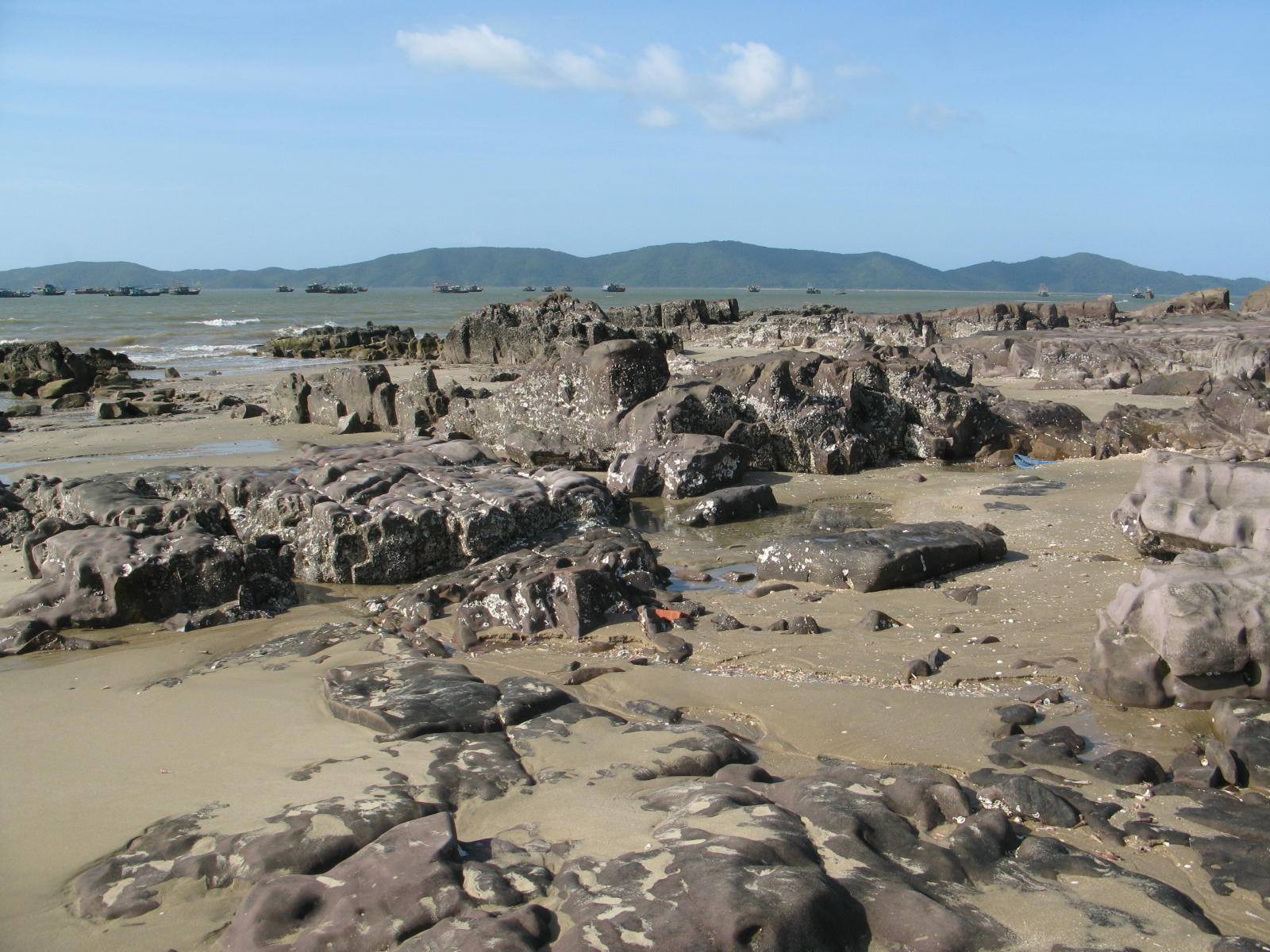
Bãi Đá Đen
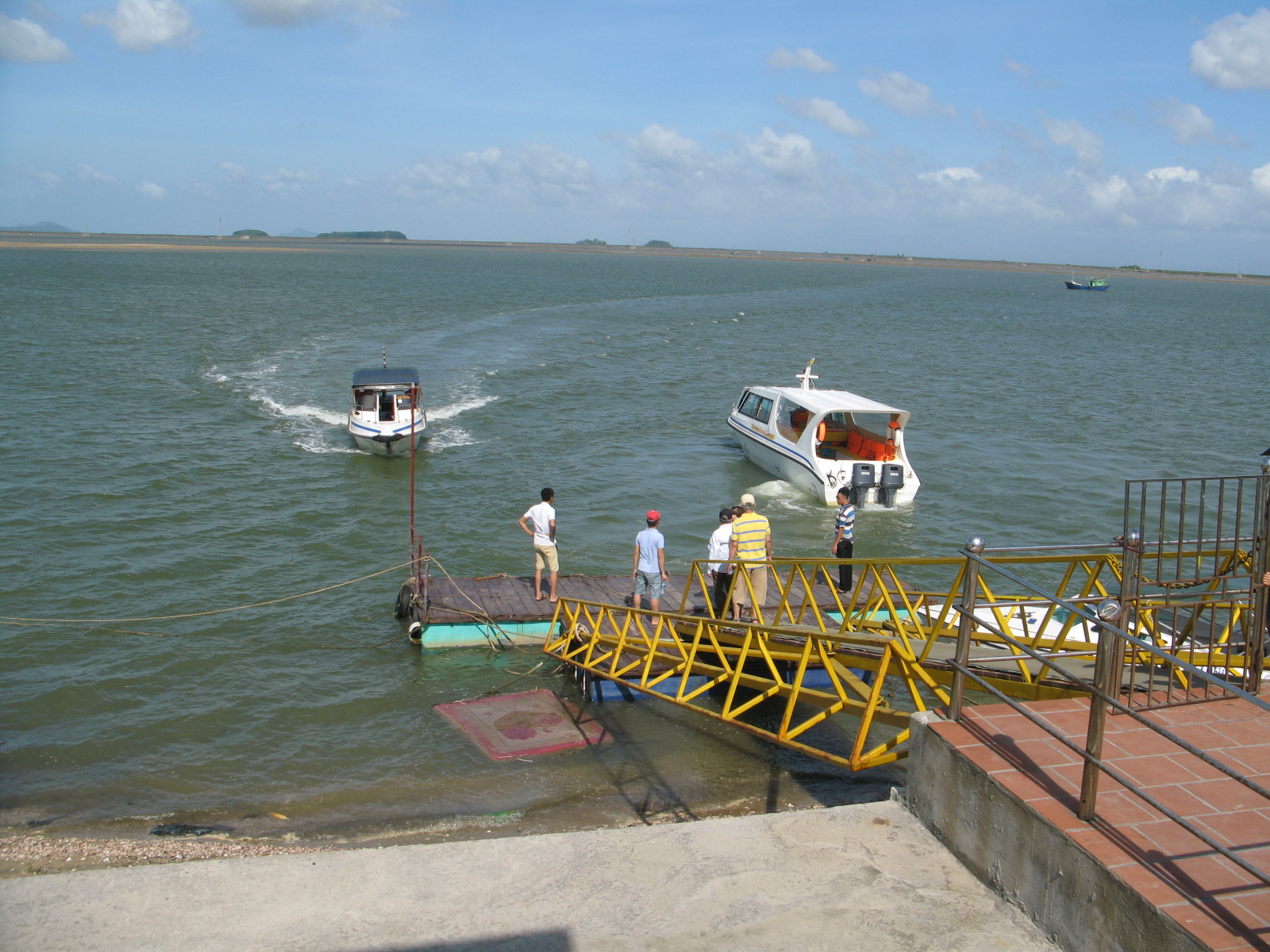
Bến tàu Mũi Ngọc
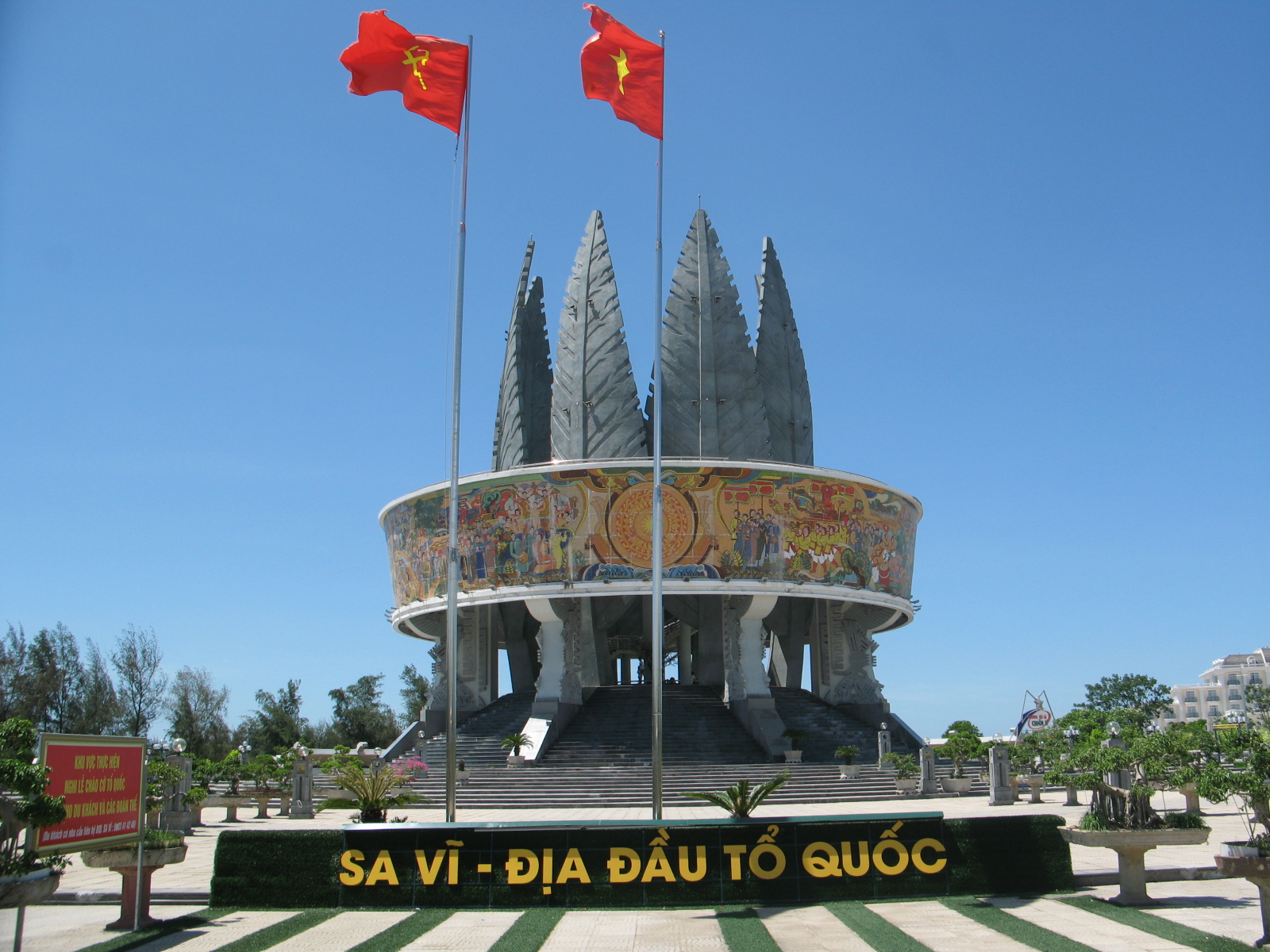
Cụm Thông tin cổ động biên giới Sa Vĩ

## Giao thông
- Tàu cánh ngầm chạy từ Hải Phòng và Hạ Long.

## Người Trà Cổ tổ Đồ Sơn
Người Trà Cổ gốc Đồ Sơn là tên gọi dùng để chỉ riêng cộng đồng dân cư người Kinh có quê gốc từ bán đảo Đồ Sơn (Hải Phòng) đến khai phá và định cư trên vùng đất mà họ gọi tên là làng Trà Cổ, ngày nay thuộc địa bàn hai phường Trà Cổ và Bình Ngọc thuộc thành phố Móng Cái của tỉnh Quảng Ninh. Tên gọi Trà Cổ là tên ghép của hai làng Cổ Trai và Trà Phương nổi tiếng của đất Nghi Dương xưa (nay thuộc huyện Kiến Thụy của thành phố Hải Phòng), vốn là đất phát tích của nhà Mạc vào đầu thế kỷ 16. Những người Trà Cổ gốc Đồ Sơn chính là những cư dân người Việt đầu tiên đến khai phá miền đất địa đầu phía Đông Bắc của Việt Nam ngày nay, nơi có mũi Sa Vĩ là điểm đầu tiên trên hình chữ S của địa hình nước Việt Nam. Nơi đây vào đầu thế kỷ 16 vẫn là vùng đất hoang vắng, khi đến vùng đất mới lập nghiệp những người gốc Đồ Sơn (Hải Phòng) đã mang theo nhiều nét văn hóa độc đáo của quê hương mình và sau hơn 500 năm định cư trên vùng đất mới, họ vẫn giữ mối liên kết sâu đậm với đất cố hương Đồ Sơn. Họ được xem là một trong những cộng đồng dân cư người Việt (người Kinh) mang bản sắc văn hóa Việt Nam đậm nét nhất trên vùng đất Quảng Ninh và đặc biệt là ở một nơi địa đầu biên giới như Móng Cái vốn chịu ảnh hưởng không nhỏ từ văn hóa Trung Quốc thâm nhập qua hàng ngàn năm. Đình Trà Cổ và Lễ hội đình Trà Cổ là những giá trị văn hóa lịch sử về vật thể và phi vật thể đặc sắc của người Trà Cổ gốc Đồ Sơn vẫn được các thế hệ con cháu của họ bảo tồn cho đến ngày nay.
Người dân Trà Cổ đời này qua đời khác lưu truyền nhau câu ca để nhớ về gốc gác xa xưa của mình: "Người Trà Cổ, tổ Đồ Sơn". Gốc gác ấy bắt đầu cách đây khoảng 600 năm. Khi đó, 12 gia đình dân chài ở Đồ Sơn (Hải Phòng) bị giông tố cuốn ra biển rồi dạt đến mảnh đất Trà Cổ. Cơn bạo nạn đi qua, 6 gia đình không chịu được sóng gió đã quay về quê cũ. Họ bảo rằng: "Ở đây ăn bổng lộc gì. Lộc sung thì chát, lộc si thì già". Lời của họ, cũng là thực tế ở miền đất chứa đựng nhiều gian khó. Khó khăn có thừa nhưng đổi lại miền Trà Cổ non nước thanh bình. Những người ở lại xem Trà Cổ là nơi: "Ở đây vui thú non tiên. Tháng ngày lọc nước lấy tiền nuôi nhau". Tự động viên nhau để khai hoang lập nghiệp, 6 gia đình lập đền thờ Thành hoàng, lấy tên gốc của quê mình là hai làng Trà Phương và Cổ Trai ghép lại đặt cho quê mới là Trà Cổ.
Người Trà Cổ gốc Đồ Sơn là chủ nhân của nhiều công trình kiến trúc, di tích lịch sử có giá trị tại Móng Cái, điển hình là những ngôi đình làng như đình Trà Cổ và đình Tràng Vỹ. Lễ hội đình Trà Cổ được tổ chức vào ngày 1/6 âm lịch hàng năm với nhiều nét độc đáo như rước Vua ra miếu, rước "Ông Voi", thi nấu ăn... và nghi lễ không thể thiếu là một đoàn thuyền rước từ Trà Cổ về quê tổ Đồ Sơn vào ngày 25/5 và đến 30/5 thì thuyền từ Đồ Sơn quay về đến Trà Cổ. Lễ hội đình Trà Cổ diễn ra đều đặn hàng năm từ 30-5 đến 1-6 âm lịch. Đây chính là dịp dân làng bày tỏ sự thành kính nhớ về tổ tiên. Tục thi "Ông Voi" độc đáo là nét văn hoá xuyên suốt của lễ hội. Con số 12 cai đám được làng chọn, thi tài ứng với 12 vị Tiên công (Thành hoàng) đã có công lập nên làng Trà Cổ ngày xưa. Năm 2005, Lễ hội đình Trà Cổ đã được Sở Văn hoá - Thông tin Quảng Ninh chọn giới thiệu tại Ngày hội văn hoá các dân tộc vùng Đông Bắc. Ngày hội chính của Lễ hội chọi trâu Đồ Sơn, nhiều người dân từ Trà Cổ (Quảng Ninh) cũng về dự hội, vì Đồ Sơn là đất tổ của họ. Những người Trà Cổ gốc Đồ Sơn có lịch sử định cư hơn chục thế hệ tại thành phố Móng Cái hiện nay có thể xem là cùng cội rễ văn hóa và bản quán với cộng đồng người Kinh Tam Đảo (còn gọi là Kinh tộc Tam Đảo) hiện đang định cư tại thị trấn Giang Bình thuộc huyện cấp thị Đông Hưng, địa cấp thị Phòng Thành Cảng của tỉnh Quảng Tây, Trung Quốc (cách cửa khẩu Móng Cái của Việt Nam khoảng 25 km). Cộng đồng người Kinh tại khu vực Tam Đảo (Vạn Vĩ, Vu Đầu và Sơn Tâm) cũng là cộng đồng người Kinh mang bản sắc văn hóa Việt Nam đậm nét nhất tại Trung Quốc  dù cho dân số của dân tộc Kinh tại Trung Quốc là rất nhỏ so với nhiều dân tộc khác cùng sống trên đất nước đông dân nhất thế giới.